# Agila (Kartoffel)
Agila ist eine deutsche Speisekartoffel.
Die Sorte gehört zur frühen Reifegruppe, die Schalenfarbe ist gelb, die Fleischfarbe hellgelb. Die Knollenform ist langoval. Die Kartoffel ist mehlig-festkochend, sie wird häufig für die Herstellung von Pommes frites benutzt. Die Sorte ist ertragreich.
Die Pflanze hat eine aufrechte Wuchsform, die wenigen Blüten sind weiß. Sie ist mittelanfällig für Krautfäule und Schorf.